# Acanthagrion inexpectum
Acanthagrion inexpectum är en trollsländeart som beskrevs av Emery Clarence Leonard 1977. Acanthagrion inexpectum ingår i släktet Acanthagrion och familjen dammflicksländor. IUCN kategoriserar arten globalt som livskraftig. Inga underarter finns listade i Catalogue of Life.